# Eisenhüttenstadt
Eisenhüttenstadt (en allemand : /aɪ̯zn̩ˈhʏtn̩ˌʃtat/ ) est une ville d'Allemagne située dans le land du Brandebourg, sur la rive gauche de l'Oder, près de la frontière polonaise. Elle fut fondée sur décision du Parti socialiste unifié d'Allemagne en juillet 1950 pour être une ville nouvelle à côté de l'usine sidérurgique d'Eisenhüttenstadt, à l'origine connue sous le nom d'Eisenhüttenkombinat Ost (EKO). Aujourd'hui, elle appartient à l'arrondissement d'Oder-Spree.

## Histoire

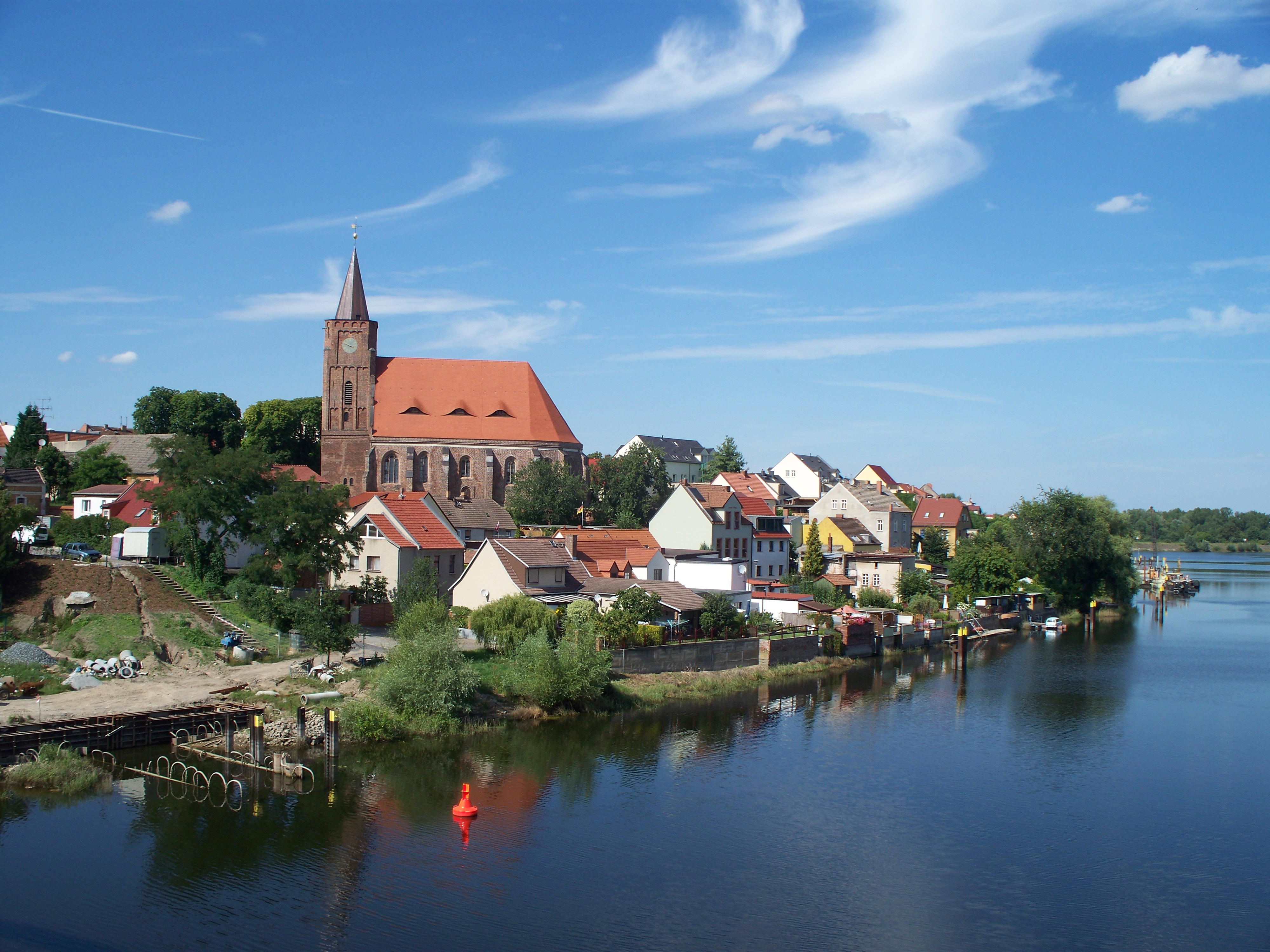
Fürstenberg-sur-l'Oder.

Une cité modeste, dont s'inspirerait le nom de la ville, a d'abord existé au Moyen Âge. L'ancienne ville de Fürstenberg sur la rive de l'Oder a été fondée vers l'an 1250 par le margrave Henri IV de Lusace, elle est mentionnée pour la première fois dans un acte de 1286. Elle faisait pendant des siècles partie de la Basse-Lusace, près des frontières avec la marche de Brandebourg au nord et le duché de Silésie à l'est. 
En 1815, la région fut cédée au royaume de Prusse et devint un territoire de la province de Brandebourg. Elle était reliée aux chemins de fer prussiens lors de la construction de la ligne de Berlin à Wrocław en 1844, mais c'est le canal Oder-Spree qui a été à l'origine de l'expansion industrielle de la ville. Pendant la Seconde Guerre mondiale, le Stalag III-B (camp de prisonniers) était installé à Fürstenberg, puis une base soviétique y fut installée.
En 1961, le regroupement des villes de Fürstenberg-sur-Oder, Stalinstadt, et Schönfließ formèrent Eisenhüttenstadt. La ville est un centre sidérurgique important, qui a connu son apogée à l'époque de la RDA, avec ses immenses aciéries créées dans les années 1950, l'Eisenhüttenkombinats Ost, qui fait aujourd'hui partie du groupe ArcelorMittal. La population de la ville décline cependant régulièrement depuis la réunification.

## Politique et administration

### Jumelage
Eisenhüttenstadt est jumelée avec les villes suivantes :
- Sarrelouis (Allemagne)
- Drancy (France)
- Głogów (Pologne)
- Dimitrovgrad (Bulgarie)

## Population et société

### Démographie
- 32 214 habitants en 2008

### Sport
Le club de football de la ville est le FC Stahl Eisenhüttenstadt.

### Personnalités
. Sōren Lausberg, coureur cycliste, spécialiste du km départ arrêté et de lavitesse par équipe sur piste
- Paul van Dyk, un DJ Trance réputé internationalement
- Udo Beyer, athlète lanceur de poids célèbre
- Roger Kluge, coureur cycliste
- Rudolf Bahro (de) (1935-1997), philosophe dissident
- Torsten Gutsche (1968-), kayakiste, triple champion olympique.
- Kathrin Boron (1969-), quadruple championne olympique d'aviron.

## Économie
Le plus gros secteur économique de la ville est la sidérurgie.  L'usine sidérurgique d'Eisenhüttenstadt, propriété d'ArcelorMittal, emploie 3 000 personnes.

## Culture locale et patrimoine

### Héraldique et drapeau
Le blason de la ville est constitué d'une silhouette de complexe sidérurgique, d'une colombe et de vagues bleues symbolisant l'Oder-Spree.

### Sources
- Jens Malling (trad. Élise Roy), « Eisenhüttenstadt, utopie urbaine inachevée », Le Monde diplomatique, Paris, no 850,‎ janvier 2025, p. 4-5 (ISSN 0026-9395, lire en ligne , consulté le 7 janvier 2025).